# Lar D. Pedro V

Lar D. Pedro V em 2015, após uma séria remodelação.

O Lar D. Pedro V, é um albergue português localizado no concelho da Praia da Vitória, ilha Terceira que nos seus primeiros anos da sua construção esteve dedicado Albergue de Mendicidade, foi criado por Alvará datado de 1861 com a designação de Asilo de Mendicidade de D. Pedro V. Encontra-se localizado numa parte do edifício do antigo Convento da Luz.